# Glasi Hergiswil
Glasi Hergiswil – huta szkła w Szwajcarii, założona przez braci Siegwart w 1817 roku w Hergiswil w kantonie Nidwalden.

## Historia
W 1817 roku bracia Siegwart – szklarze z Flühli (kanton Lucerna) – założyli hutę szkła w Hergiswil, gdyż ta lokalizacja nadawała się, z powodu lepszych możliwości transportu i dostępności drewna, bardziej niż Flühli.
W 1975 roku tejże hucie groziło zamknięcie na skutek rosnącej konkurencji oraz automatyzacji produkcji szkła. Dzięki Roberto Niedererowi zamknięcie dało się jednak powstrzymać.

## Współcześnie
Huta szkła zachowała do dzisiaj swoją rzemieślniczą tradycję. Do Glasi dobudowano muzeum, pierwszy szklany labirynt w Szwajcarii, park wodny oraz park z kolejką. Oprócz tego goście mają możliwość przyglądania się szklarzom przy pracy.